# Sarcophaga polystylata
Sarcophaga polystylata är en tvåvingeart som beskrevs av Ho 1934. Sarcophaga polystylata ingår i släktet Sarcophaga och familjen köttflugor. Inga underarter finns listade i Catalogue of Life.